# La familia, bien, gracias
La familia, bien, gracias es una película española dirigida por Pedro Masó en 1979. Se trata del tercero de los cuatro largometrajes que relatan las peripecias de una familia numerosa española y que se inició con La gran familia (1962).

## Argumento
Casi todos los dieciséis hijos de Carlos Alonso (Alberto Closas) vuelven a reunirse en esta ocasión para rendir homenaje a su padre viudo con motivo de su jubilación. Sin embargo, el encuentro no da lugar a que se espante el fantasma de la soledad en que vive sumido el patriarca, que sólo cuenta con la inestimable compañía del inefable padrino (José Luis López Vázquez). Sin embargo, y después de todo, se da cuenta de que aun puede ayudar a sus hijos y no sólo ser una carga para ellos por lo que decide pasar una temporada en casa de cada uno de sus hijos, la mayoría de los cuales están casados. Pero la experiencia resulta muy triste para los dos hombres.

## La sagaLa gran familia
- La gran familia (1962), dirigida por Fernando Palacios.
- La familia y uno más (1965), dirigida por Fernando Palacios.
- La familia, bien, gracias (1979), dirigida por Pedro Masó.
- La gran familia... 30 años después (1999), dirigida por Pedro Masó.

## Reparto
- Alberto Closas como Carlos Alonso
- José Luis López Vázquez como Juan. el padrino
- María José Alfonso como Mercedes Alonso Cebrián
- Jaime Blanch como Carlos 'Carlitos' Alonso Cebrián
- Francisco Benlloch como Roberto, marido de Mónica
- Margot Cottens como Consuelo
- Lola Forner como María Alonso Cebrián
- Tony Fuentes como Críspulo Alonso Cebrián
- María Kosty como Sabina Alonso Cebrián
- Elisa Laguna como Lucía
- Carmen Lozano como Melita
- Julia Martínez como Paula, la esposa del padrino
- Tomás Picó como Jorge
- Carlos Piñar como Antonio Alonso Cebrián
- Cecilia Roth como Mónica Alonso Cebrián
- Julieta Serrano como Carlota Alonso Cebrián
- Loreta Tovar
- Paco Valladares como Alberto Muñoz
- Salvador Vives
- Amelia de la Torre como Natalia, la jugadora de cartas avispada
- José Lifante como sacerdote
- Ritza Brown
- Vanessa Hidalgo
- Irene Foster
- Manolo Diáz Trejo como Octavio Augusto Alonso Cebrián
- Benito Díaz Trejo como Julio César Alonso Cebrián
- Alfredo Garrido como 'Chencho' Alonso Cebrián
- Carmen García como Victoria Eugenia Alonso Cebrián
- Luis Hernández
- José Manuel Gil
- Gloria Díaz
- Valentín Gascón
- José Antonio Correa
- Manuel Tiedra
- Mimí Muñoz como amiga de Consuelo #1
- Trini Alonso como amiga de Consuelo #2
- Nélida Quiroga como amiga de Consuelo #3
- Valentín Paredes
- Ana María Espejo
- Carlos Santurio
- Charo Tijero 'Pernana'
- José Luis Lespe
- Aparicio Rivero
- Cristina Lay
- Julián Navarro como empleado del Zoo
- Rosana Caskan
- Marilen Muñoz
- María Luisa Ferras
- Mónica Herrera
- Alberto Closas Jr. como nieto con traje azul y corbata (escena inicial)
- Francisco Javier Arleth
- Juan Taberner
- Victoria Hernán
- Dominique Graiño
- Javier Franquelo
- Borja Pérez
- Isabel Salas
- Botoa Lefe
- Alejandra Grepi como Nicoletta
- Simón Ramírez
- Juan Miguel Cuesta como voz de Antonio Alonso Cebrián
- Javier Dotú como voz de 'Chencho'
- María Antonia Rodríguez como voz de María Alonso Cebrián
- María Luisa Rubio como voz de Mónica Alonso Cebrián

En esta tercera entrega se contrataron a varios actores y actrices para sustituir a otros en algunos personajes de la primera y segunda película, a saber:
- María José Alfonso retoma el papel de la hija mayor Mercedes Alonso Cebrián, que ya encarnó en la primera entrega y que Elisa Ramírez hizo en la segunda parte.
- Benito y Manuel Díaz Trejo repiten, en un breve cameo, como los gemelos Julio César y Octavio Augusto Alonso Cebrián, que en la primera película fueron interpretados por los hermanos Francisco y Manuel Martínez Ligero.
- Tony Fuentes encarna a Críspulo Alonso Cebrián, papel que encarnó Pedro Mari Sánchez en las dos primeras películas.
- María Kosty hace de Sabina Alonso Cebrián, rol que interpretó Maribel Martín en las dos primeras entregas.
- Julieta Serrano interpreta a Carlota Alonso Cebrián, la hija hacendosa, rol que encarnó Conchita Rodríguez del Valle en las dos primeras películas.
- Cecilia Roth hace de Mónica, seguramente la hija mellada de la primera y segunda película que era encarnada por María Jesús Balenciaga.
- Lola Forner, en su debut cinematográfico, encarna a la hija menor María Alonso Cebrián, papel que encarnó María del Mar Sánchez en la segunda película.
- Los papeles de los hijos Luisa, Juanito, Federico Guillermo y Ludgarda parecen que no fueron interpretados por los intérpretes de las anteriores entregas, pues sus nombres no aparecen en los créditos de la tercera entrega (Chonette Laurent, Mircha Corven, Oscar Lowy y Ester Romero, respecivamente).
- Julia Martínez interpreta a Paula, la pareja del padrino, que en la primera película era interpretada por Paula Martel, y en la segunda, por Elena María Tejeiro.
- El papel de Alberto Muñoz, pareja de Mercedes Alonso Cebrián, vuelve a ser interpretado por Paco Valladares (el novio motero de Mercedes de la primera entrega), y que en la segunda parte fue interpretado por Víctor Valverde.

Los únicos hijos de la gran familia que fueron encarnados por los mismos actores en las tres películas fueron: Carlos Piñar como Antonio Alonso Cebrián: Jaime Blanch como Carlos 'Carlitos' Alonso Cebrián, Carmen García (Mateo o de la Puerta) como Victoria Eugenia Alonso Cebrián, y Alfredo Garrido Díez como 'Chencho' Alonso Cebrián.